# Vesolje.net
Vesolje.net je slovenski spletni portal, namenjen ljubiteljem astronomije in astronavtike. Ponuja aktualne novice, članke, efemeride ter druge informacije o vesolju.  Portal je bil ustanovljen leta 1997 pod imenom Centralno Vesolje. Kasneje je bil preimenovan v Vesolje.net. 
Leta 2007 je Slovenska znanstvena fundacija nagradila urednika portala Vesolje.net s priznanjem Prometej znanosti za odličnost v komuniciranju.